# Ньюкасл-андер-Лайм (район)
Ньюкасл-андер-Лайм (англ. Newcastle-under-Lyme) — неметрополитенский район (англ. non-metropolitan district) со статусом боро в церемониальном графстве Стаффордшир в Англии. Административный центр — город Ньюкасл-андер-Лайм.

## География
Район расположен в северо-западной части графства Стаффордшир, граничит с графствами Чешир и Шропшир.

## Состав
В состав района входят 2 города:
- Кидсгров
- Ньюкасл-андер-Лайм

и 10 общин (англ. Civil parish):
- Одли Рурал
- Балтерли
- Бетли
- Чапел энд Хилл Чорлтон
- Кил
- Логгерхедс
- Медли
- Маер
- Силвердейл
- Уитмор